# Кајрон
Квамзин Кравшера (енгл. Quamzin Kravshera), односно Кајрон (енгл. Khyron) је лик из научнофантастичне аниме серије Супердимензионална тврђава Макрос, односно њене адаптације као први поглавље Роботека Макрос сага. Кајрон је изузетан, али често ментално нестабилан зентраедски командант током Првог свемирског, односно Првог Роботек рата.

## Макрос серијали
Квамзин је ушао у Први свемирски рат када је заповедник Адоклас флоте Врлитвај Криданик (Бритај у Роботеку) наредио његовом батаљону да се придружи Врлитвајевој флоти да би помогао у заузимању SDF-1 Макроса. Избор Квамзина је био посебно нелогичан за Врлитвајевог помоћника Екседола (Ексидор), који је веровао да је Квамзин неразуман, себичан, насилан и опасан и по своју страну као и по непријатеља. Ово схватање је ојачано када су се, док су неодговоро излазили из операције свемирског скока тачно у простор главне флоте, Квамзинови бродови сударили са некима из Врлитвајевих снага, а Квамзин и његови људи су се кладили колико ће бродова ударити. Квамзин је одмах послан на Марс као део плана да се онеспособи SDF-1 док буде слетео и узимао залихе из напуштене базе на Марсу. Међутим, план није успео, а ово је само навело манијакалног Квамзина да увећа своје напоре, директно кршећи Врлитвајеве инструкције да не оштети свемирску тврђаву. Једном приликом је Врлитвај морао на силу да примора Квамзина да се повуче. Међутим, Кајрон је искористио прилику коју му је Врлитвај пружио када му је наредио да испали хитац упозорења изнад SDF-1 да оштети радарске инсталације на земаљском броду, што је приморало Мису Хајасе (Лиса Хејс), Хикаруа Ичија (Рик Хантер), Максимилијана Џинијуса (Макс Стерлинг) и Хајао Какизакија (Бен Диксон) да крену у извиђачку мисију која је резултовала њиховим заробљавањем.
Ни под новим заповедником Зентраеда Лап Ламиз (Азонија), Кајрон није одустајао од своје опсесије уништења SDF-1. Када се свемирски брод вратио на Земљу, Квамзин га је напао, али је поражен када је SDF-1 уништио један од његових бродова. Следећи Квамзинов напад на SDF-1 је резултовао уништењем града Торонта, након што је Квамзин сталним нападима преоптеретио заштитно поље SDF-1, које је уништило све у кругу од неколико десетина километара, али не и SDF-1 који се налазио у њему.
Када су Зентраеди успели да се пробију у SDF-1, Квамзинове снаге су нанеле велике штету граду који се налазио у њему, пре него што је напад обустављен. Неки од Зентраеда који су учествовали у нападу су заправо били дезертери привучени људском културом и Лин Минмеј, певачицом која је живела у њему. Када је Квамзин чуо за планове дезертера, полудео је и јурио их је по броду, што је дало Земљанима времена да се боље оеганизују.
Када је на крају стигао Бодола Зер (Долза), врховни командант Зентраеда, да стави тачку на контаминацију Зентраеда људском културом, Квамзин је, не желећи да учествује у Зентраедском грађанском рату (Врлитвај и његова флота су пре тога одлучили да се укључе у одбрану Земље), отишао у непознатом правцу и о њему две године није било никаквих вести 
То време Квамзин је провео градећи базу ради обнове војничке моћи Зентраеда, удруживши се са Лап Ламиз. Регрутовао је Зентраеде који нису били задовољни новим начином живота и који су желели да се врате константном ратовању. У џунглама Јужне Америке, његов мали одани одред је радио на оправци зентраедског брода који се срушио током битке са Бодолом Зером и нападао је бројне новоосноване градове широм Земље. Након неуспелог покушаја да отме Лин Минмеј и да је мења за SDF-1, Кајрон је одлучио да ураду оно што Врлитвај није никада: да уништи SDF-1. 
Јануара 2012. (2014. у Роботеку), Квамзин је са својом новом љубавницом Лап Ламис (њих двоје су направили уступак култури коју су иначе мрзели) кренуо за Макрос Сити на Аљасци. Покушај се завршио Квамзиновим и Лап Ламизиним самоубилачким јуришом на SDF-1, чими је коначно испунио своју опсесију. Зентраедски побуњеници остали активни активни и након његове смрти све до 40их година 21. века.

### Да ли се сећаш љубави?
Квамзин се појавио у филму Супердимензионална тврђава Макрос: Да ли се сећаш љубави? (који се у универзуму Макроса третира као “историјски филм”) као зентраедски командант са којим се Рој Фокер борио и умро заједно (он није именован у овом дијалогу, али је набрајан у одјавној листи и у сценарију као Квамзин03350).

### Макрос 7
На промотивној забави за филм који ће се бавити Првим свемирским ратом и Лин Минмеј у серији Макросу 7, рок група Фајер бомбер се срела са зентраедским глумцем који је напоменуо да ће играти улогу Квамзина и који је био обучен у верну копију Квамзинове униформе.

## Роботек адаптација
За разлику од оригиналне серије, у Роботек адаптацији, Кајрон је, приликом свог самоубилачког јуриша на SDF-1, усмртио и адмирала Гловала и скоро све на мосту SDF-1.
У романима Џека Мекинија, Кајроново понашање је сматрано за споредни ефекат уношења лишћа Инвидског Цвећа живота. Чак је наговештено да је овакво понашање довело до његове менталне нестабилности и лудила и да од није био одувек такав. Такође је наговештено да је Кајронов последњи јуриш на SDF-1 био инспирација многим Зентраедима током побуне 2015.